# De hitpikkers
De hitpikkers is het 10de stripverhaal van En daarmee Basta!. De reeks wordt getekend door striptekenaarsduo Wim Swerts & Vanas. Tom Bouden neemt de scenario's voor zijn rekening. De strips worden uitgegeven door de Standaard Uitgeverij. Het stripalbum verscheen op 15 april 2009.

## Personages
In dit verhaal spelen de volgende personages mee:
- Joost, Stijn, Ruben, Bert, Patsy, Isa, Laura, Kathy

## Verhaal
Dit verhaal is het vervolg van het vorige verhaal. Er wordt bekendgemaakt dat Ruben en Laura verliefd op elkaar zijn, want dat was in het vorig verhaal nog niet helemaal zeker. Kathy, het vorig liefje van Laura schijnt daar geen zorgen over te maken, maar Joost doet dat wel. Hij vindt de relatie tussen Ruben en Laura helemaal niet leuk. Bert erft ook de inboedel van zijn overleden neef, Marcel. Zijn neef was de producer van de succesvolle meidengroep, de B-girls genaamd. Tussen die inboedel vindt Joost een cd terug met daarop een onuitgegeven single van de ondertussen gesplitte B-girls. Al vlug blijkt daar interesse voor te zijn. Twee B-girls verzamelaars willen die cd in hun bezit krijgen.

## Trivia
- Laura en Ruben zijn voor het eerst verliefd op elkaar, hoewel ze al vrij snel hun eerste ruzie hebben.
- Op het einde van dit verhaal keert ook Kathy terug naar Canada. Daar heeft ze een nieuw liefje en gaat er weer ijshockey spelen.
- In de achtergrond, laatste pagina, zien we een figuur die op Natasja lijkt.
- Alsook in hetzelfde beeldplaatje zien we Robbedoes en Kwabbernoot uit de Robbedoes en Kwabbernoot-stripreeks.
- Er is ook nog stripfiguur Yoko Tsuno te zien.
- Joost leest een stripboek van W817, namelijk het album De murmelende mummie.
- Dit stripalbum is gebaseerd op het scenario voor het album Kroepie en Boelie Boemboem, dat normaal het 3e album in de stripreeks moest worden. Dat album werd indertijd afgekeurd door de uitgeverij, ook al stond het aangekondigd op de achtercover van album 2 De vampier.